# Donazaharre
Donazaharre  (en francès i oficialment Saint-Jean-le-Vieux), és un municipi de la Baixa Navarra, un dels set territoris del País Basc, al departament dels Pirineus Atlàntics i a la regió de la Nova Aquitània. Limita amb les comunes de Jatsu Garazi al nord, Buztintze-Hiriberri al nord-est, Duzunaritze-Sarasketa a l'est, Izpura a l'oest, Ahatsa-Altzieta-Bazkazane al sud-est, Donibane Garazi i Zaro al sud-oest, i Aintzila al sud.

## Demografia
| Evolució de la població |      |      |       |       |       |       |       |       |
| 1793                    | 1800 | 1806 | 1821  | 1831  | 1836  | 1841  | 1846  | 1851  |
| 1 031                   | 659  | 879  | 1 040 | 1 183 | 1 221 | 1 047 | 1 121 | 1 210 |

| 1856  | 1861  | 1866 | 1872 | 1876 | 1881 | 1886  | 1891 | 1896 |
| ----- | ----- | ---- | ---- | ---- | ---- | ----- | ---- | ---- |
| 1 137 | 1 063 | 955  | 929  | 927  | 944  | 1 052 | 915  | 890  |

| 1901 | 1906 | 1911 | 1921 | 1926 | 1931 | 1936 | 1946 | 1954 |
| ---- | ---- | ---- | ---- | ---- | ---- | ---- | ---- | ---- |
| 920  | 917  | 922  | 876  | 830  | 800  | 844  | 785  | 717  |

| 1962 | 1968 | 1975 | 1982 | 1990 | 1999 | 2006 | 2011 | 2016 |
| ---- | ---- | ---- | ---- | ---- | ---- | ---- | ---- | ---- |
| 714  | 704  | 744  | 904  | 910  | 880  | -    | -    | -    |

| 2019 | - | - | - | - | - | - | - | - |
| ---- | - | - | - | - | - | - | - | - |
| -    | - | - | - | - | - | - | - | - |